# Osservatorio di Traunstein
L'osservatorio di Traunstein  è un osservatorio astronomico privato situato a Traunstein, una piccola cittadina commercialmente attiva posta nella regione collinare del Chiemgau, in Baviera, Germania. L'osservatorio fu costruito nel 1913 dal noto chimico e imprenditore industriale Emil Ehrensberger che, già appassionato di astronomia, tra il 1912 e il 1915 costruì una spaziosa villa alla periferia di Traunstein nelle alte montagne bavaresi per sé, per la moglie e i numerosi figli per gli anni a venire, dotandola di una stazione osservativa che prese in seguito il nome dall'omonimo paese.
In seguito alla morte di Ehrensberger e dopo la seconda guerra mondiale, la villa fu inizialmente confiscata dall'esercito degli Stati Uniti e in seguito restituita alla famiglia. Nel 1955 la figlia del fondatore dell'osservatorio vendette l'edificio e parte del terreno circostante all'arcivescovato, che vi costruì un rifugio e una casa di riposo (Casa di educazione e ritiro St. Rupert dell'Arcidiocesi di Monaco e Frisinga). Proprio grazie a questa acquisizione è stato possibile mantenere negli anni gli arredi e gli strumenti originali dell'edificio, compresa una collezione di dipinti appartenuti allo stesso Ehrensberger, passione che coltivava unitamente al collezionismo di orologi e all'osservazione del cielo. Nei decenni recenti, l'osservatorio è stato ulteriormente supportato da volontari e volenterosi cittadini di Traunstein appassionati di astronomia.
Oggigiorno l'osservatorio viene utilizzato per effettuare astronomia divulgativa, attività che con un'opportuna guida consente ai visitatori di utilizzare nelle notti stellate il grande telescopio, mentre in caso di maltempo è possibile accedere alla ricca collezione di strumenti e documenti storici che costituiscono un tesoro impagabile, frutto della passione amatoriale di Emil Ehrensberger maturata negli anni.

## Logistica e strumentazione
Ehrensberger possedeva già un rifrattore Zeiss con una lunghezza focale di 164 centimetri a Essen, dove abitava precedentemente. Decise da subito di dotarsi di strumentazione migliore, facendosi costruire nel 1913 dalla ditta Carl Zeiss di Jena, un rifrattore da 175 mm con una lunghezza focale di 261 cm. Ehrensberger seguì personalmente la costruzione della cupola dando precise disposizioni tecno-edili. Molto robusta, la cupola è rotonda e rotante, costruita in legno e ricoperta di rame, scorre su sei sfere di acciaio temprato aventi diametro di 50 millimetri ciascuna. Il locale ha un diametro di 4,5 metri e un'altezza di 17,5 metri ed è posto sul tetto della residenza. All'interno ha sede il rifrattore (D = 175 mm, F = 2,61 m) collocato su una montatura equatoriale.